# Leding
Leding is een plaats in de gemeente Örnsköldsvik in het landschap Ångermanland en de provincie Västernorrlands län in Zweden. De plaats heeft 58 inwoners (2005) en een oppervlakte van 31 hectare. De plaats ligt aan het meer Ledingssjön.